# Draguignan

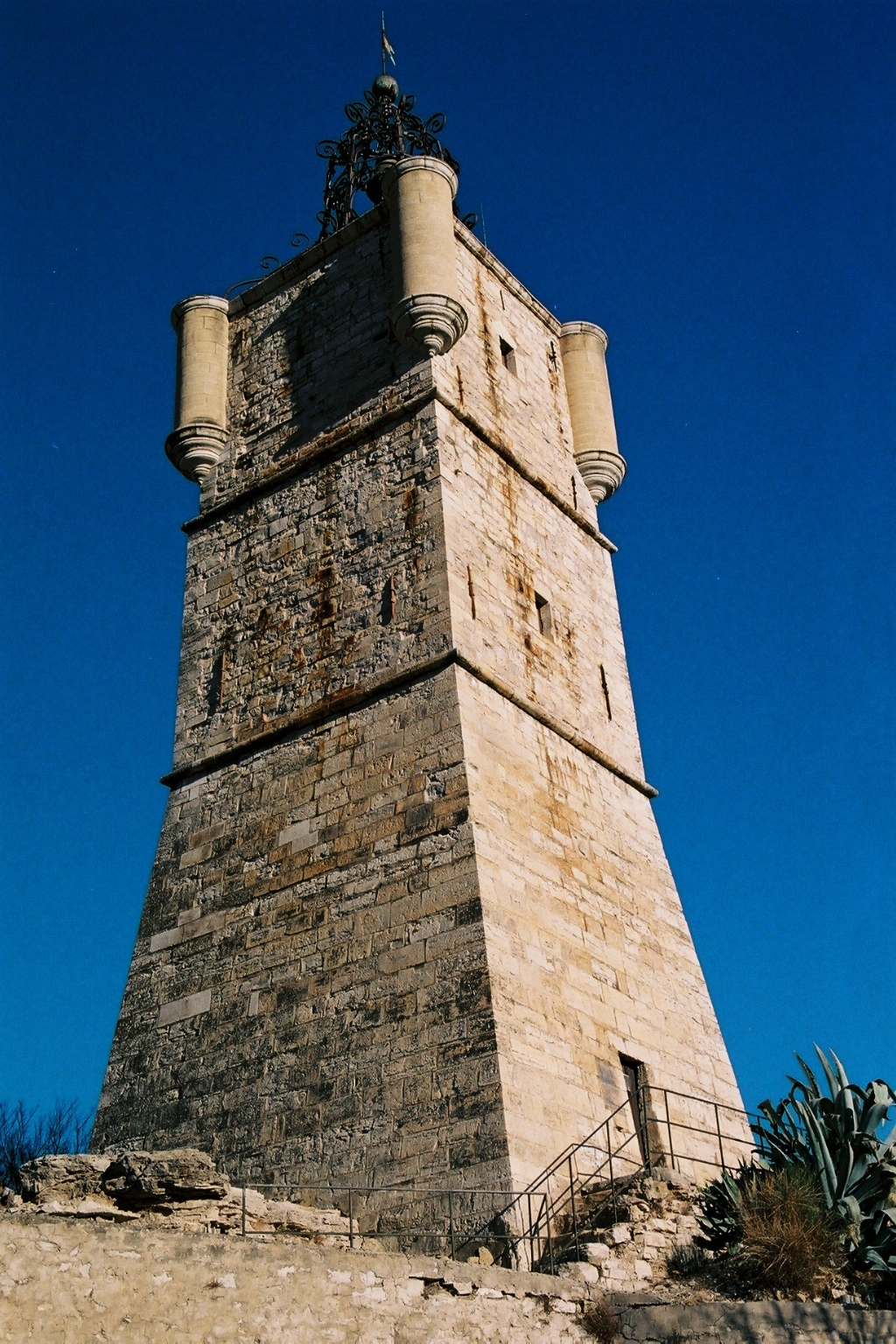
Torre dell'orologio

Draguignan (in occitano Draguinhan) è un comune francese di 37 575 abitanti situato nel dipartimento del Var nella regione della Provenza-Alpi-Costa Azzurra, sede di sottoprefettura. Città residenziale, possiede un museo di un certo interesse, che ha sede in un bel palazzo vescovile del settecento. Nella parte più antica fu eretta nel XVII secolo la Tour de l'Horologe, in discreto stato di conservazione.
Draguignan fu la sede della prefettura del dipartimento dal 1795 al 1974, quando essa tornò a Tolone; oggi è sede di sotto-prefettura.

## Società

### Evoluzione demografica
Abitanti censiti